# Nacionalni park Valbona
Nacionalni park Valbona je jedan od nacionalnih parkova Albanije. 

## Zemljopis
Nalazi se u dijelu Prokletija u gornjoj dolini rijeke Valbona blizu granice s Crnom Gorom. Osnovan je 1996. godine i obuhvaća površinu od 8000 hektara. Najbliži gradić je Bajram Curri.
Nalazi se južno i istočno od Jezerskog vrha, najviše planine u Albaniji.
Uz bokove doline nalaze se šume i krševita brda.

## Vanjske poveznice
- Albanska agencija za turizam  Arhivirana inačica izvorne stranice od 25. srpnja 2011. (Wayback Machine)